# Erebia retyezatensis
Erebia retyezatensis är en fjärilsart som beskrevs av B.C.S Warren 1931. Erebia retyezatensis ingår i släktet Erebia och familjen praktfjärilar. Inga underarter finns listade i Catalogue of Life.